# Mina Mobekk
Mina Mobekk (Oslo, 11 de junio de 2004) es una deportista noruega que compite en vela en la clase iQFoil. Ganó una medalla de oro en el Campeonato Europeo de IQFoil de 2023.

## Palmarés internacional
| \| Campeonato Europeo \| Campeonato Europeo \| Campeonato Europeo \| Campeonato Europeo \| \| Año \| Lugar \| Medalla \| Clase \| \| ------------------ \| ------------------ \| ------------------ \| ------------------ \| \| 2023 \| Patras (Grecia) \| Medalla de oro \| iQFoil \| |                 |                |        |
| Campeonato Europeo |                 |                |        |
| Año | Lugar           | Medalla        | Clase  |
| 2023 | Patras (Grecia) | Medalla de oro | iQFoil |